# 属 (分類学)
属（ぞく、ラテン語: genus, pl.:genera）は、生物分類のリンネ式階級分類における基本的階級の1つ、および、その階級に属するタクソンである。属は科の下・種の上に位置する。属の下に亜属（subgenus、pl.: subgenera）をもうけることがある。

## 定義
生物はそれぞれに一定の特徴を持ち、それ以外のものとはある程度明確に区別できる種という単位からなっている（というのが異論はあるが一応の一般的判断である）。それらを比較し、体系的にまとめようとするのが分類学であるが、このとき、基本的な体の構造や性質がほとんど共通であり、些細な部分でのみ区別できる種のまとまりを真っ先に考える。これが属である。
この場合、どのような形質が基本的であり、どのような形質が些細であるかはその分類群によって異なっており、より自然分類に近づくようにそれらを選ぶのが分類学者の判断である。たとえば種子植物であれば、一般的には花の構造や雌しべの内部の構造、維管束の配置などは基本的なものであり、花の色、葉の形などはより些末な形質であると見なされている。つまり植物全体の姿や花の構造がほぼ同じで、花の大きさや色と葉の形が異なっていて、それらに中間型がなければ同属の別種と考える。
もっとも、この部分に恣意性が入るのを問題視し、できるだけ多くの形質を抽出し機械的な操作に任せる分岐分類学や、外部形態よりもより直截な系統関係が明らかになると考えられる分子遺伝学的方法も取り入れられつつある。しかしいずれにせよ形態的特徴は重要なものと見なされる場合が多く、新たな方法でそれまでの判断とは異なった結果が出た場合には、それらの種の形態について洗い直されるのが普通である。

## 由来
そもそも「属」と「種」は、アリストテレスの論理学に端を発する語である。ある特定の事物を類似により集めたものを「種 (species)」としたとき、それをさらに一般化したものを「類 (genus)」という。例えば「動物は生物の一である」と言ったときは動物が「種」で生物が「類」であり、「昆虫は節足動物の一である」と言うときには昆虫が「種」で節足動物が「類」である。
しかし生物学においては、世代を越えて半永続的に同質な個体の集団を「種」とし、それらを集めた最初の類のみを「属」と呼んでいる。このような属の概念は16世紀ごろから発達し、アウグスト・クイリヌス・リヴィヌス (1652-1723) とジョゼフ・ピトン・ド・トゥルヌフォール (1656-1708) によって確立された。
初めてカール・フォン・リンネの分類学を日本に紹介した伊藤圭介『泰西本草名疏』（たいせいほんぞうめいそ）においては「類」と訳されていたが、宇田川榕菴『植学啓原』（しょくがくけいげん）で「属」の訳語があてられて現在まで用いられている。

## 分類学上の扱い
現在一般に使われる二名法（二語名法、二名式命名法）においては、生物種の学名は2つの部分からなっている。属名と種小名である。たとえば、ヒトの学名 Homo sapiens （ホモ・サピエンス）は、ヒトが Homo 属の一種であることを表している。属名のイニシャルは必ず大文字で表される。すなわち、ある生物を新種と認め、それを記録する、つまり新種記載するためには、その生物の所属する属を確定しなければならない。現在の分類学は、基本的には種を扱う単位としているが、実際の扱いにおいては、むしろ属がその単位である。
動物の場合、上科から亜族までの階級は必ずそこに含まれるどれか1つの属を基準とし、その属名に由来する名前をつけるが、この基準となる属のことをタイプ属と呼ぶ。植物でも属の名前を使って階級名をつけた場合には、慣用的に同じ語を用いることがある。
動物と植物の間では属名（や属以外の階級名）が重複することが起こりうる。これは国際動物命名規約と国際藻類・菌類・植物命名規約の両方で非推奨とされているのだが、しかし両方で使われている名前は数千を超える。たとえば、Anura はキク科の植物の属名と、カエル目の階級名として使われている。Aotus は "golden peas"（マメ科）とヨザルの属名として、Oenanthe はセリとサバクヒタキの属名として、Prunella はイワヒバリとウツボグサの属名として使われている。
動物学や植物学の内部で属名が重複することは許されない。このため、例えばカモノハシ (platypus) の属名は Ornithorhynchusとされている。1799年、ジョージ・ショウ によって Platypus の属名が選ばれたが、その名は1793年にすでにヨハン・フリードリッヒ・ヴィルヘルム・ヘルプストによって養菌性キクイムシの属名として使われていた。どちらも動物と考えられるので両方には使えない。1800年、ヨハン・フリードリッヒ・ブルーメンバッハによってカモノハシの属名が Ornithorhynchus に差し替えられた。

## 属以下種以上の階級
- 亜属
- 節
  - 亜節
- 列[1]、系[2]
  - 亜列[3]、亜系
- 種集群[4]（上種[5]、種群[5]）